# Insuficiencia límbica

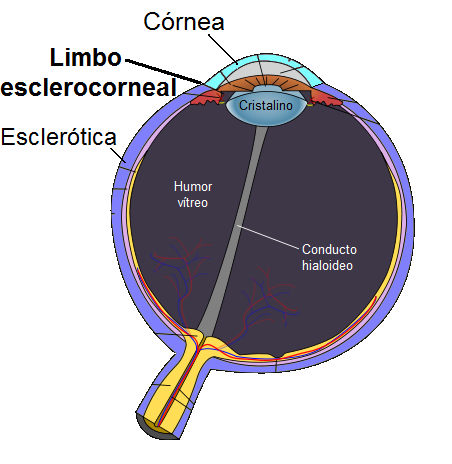
Esquema del ojo en el que se muestra la posición del limbo esclerocorneal en el borde de la córnea.

La insuficiencia límbica es una enfermedad del ojo que se caracteriza por la destrucción de las células madre epiteliales de la córnea que se encuentran en un sector del polo anterior del ojo que se llama limbo esclerocorneal, el cual está situada en el punto en el que se unen la córnea y la esclerótica. Estas células son muy importantes para la regeneración de la capa más superficial de la córnea o epitelio.
La insuficiencia límbica puede ser congénita, es decir presente desde el nacimiento, o bien adquirida por agresiones externas como causticaciones químicas o térmicas, conjuntivitis cicatrizantes o cirugía ocular previa. A veces se asocia a otras enfermedades del ojo como la aniridia (ausencia de iris).
Como consecuencia de la insuficiencia límbica existe una deficiente epitelización de la córnea lo que produce erosiones recurrentes de la misma. Los síntomas principales son fotofobia , dolor, lagrimeo, perdida de visión y episodios reiterados de inflamación en el sector anterior del ojo. A veces la conjuntiva crece sobre la córnea e invade su superficie anterior.
El tratamiento más utilizado es el trasplante de limbo corneal. Estos pacientes no son buenos candidatos al trasplante de córnea completa o queratoplastia, pues esta carece de células madre que garanticen la renovación del epitelio. Recientemente se están realizando trasplantes de células madre con resultados esperanzadores.